# Grażyna Bacewicz
Grażyna Bacewicz (5 febbraio 1909 – 17 gennaio 1969) è stata una compositrice polacca.

## Biografia
Dopo aver appreso rudimenti musicali dal padre, si formò al Conservatorio di Varsavia, studiando violino (Józef Jarzebski) pianoforte (Józef Turczynski) e composizione con Kazimierz Sikorski. Ivi si diplomò in violino e composizione nel 1932. Proseguì la sua istruzione a Parigi, dove entrò in contatto con Ignacy Jan Paderewski e seguì i corsi di composizione di Nadia Boulanger e quelli di violino tenuti da André Touret. Dopo un breve ritorno in patria, nel 1934 fu nuovamente in Francia per prendere lezioni di violino con Carl Flesch (Thomas 2001). Ricoprì per due anni il ruolo di violinista presso la Radio Polacca, in seguito diretta da Grzegorz Fitelberg. Sposatasi nel 1936, ebbe una figlia. Durante la Seconda Guerra Mondiale temporaneamente si stabilì con la famiglia a Lublino in seguito alla distruzione di Varsavia. Nel dopoguerra, fu docente al Conservatorio Statale di Musica di Łódź potendosi dedicare principalmente alla composizione dal 1954, anno in cui subì un grave incidente (Lein 2008). Morì di attacco cardiaco nel 1969 a Varsavia.

## Composizioni
Nella produzione di Bacewicz, spiccano le numerose pagine dedicate al violino, strumento di cui ebbe sicura padronanza: sono ben sette i concerti, oltre a cinque sonate con accompagnamento di pianoforte e tre per violino solo. L'autrice si dedicò ai generi più vari, dalle sinfonie alla musica vocale, con pianoforte e con orchestra, i sette quartetti (il primo del 1938, l'ultimo del 1965), le musiche di scena, per il cinema, la radio e film d'animazione.